# 波琳·英格利希
波琳·英格利希（英語：Pauline English，？—），澳大利亚女子游泳运动员。她曾代表澳大利亚参加1972年和1976年夏季残疾人奥林匹克运动会游泳比赛，获得一枚金牌和四枚铜牌。